# Курултай-Рух
«Курултай-Рух» — депутатская группа в Верховной Раде Автономной Республики Крым. В ее состав входили 8 депутатов (Абдуллаев Азиз, Ильясов Ремзи, Кайбулаев Шевкет, Пилунский Леонид, Салиев Сервер, Сеттаров Рает, Абмеджит Сулейманов, Теминдаров Смаил), которая была избрана в крымский парламент по списку Народного руха Украины по результатам выборов 2006 года.
В 2010 году представительство Руха сократилось в парламенте Крыма до 4 человек. Члены группы оставались в парламенте Крыма до первых выборов Крыма в составе России. После выборов в составе России депутатская группа была упразднена, а её лидер Ремзи Ильясов создал и возглавил межрегиональное общественное движение крымскотатарского народа «Къырым», целью которого является взаимодействие с властью Республики Крым и федеральным властями.